# Parti Respect et liberté
Le Parti Respect et liberté (en hongrois : Tisztelet és Szabadság Párt ; TISZA) est un parti politique hongrois créé en 2020, s'identifiant en 2021 en tant que « formation sans idéologie qui mène une politique intermédiaire en tant que parti de centre-droit ». Son président est Péter Magyar et ses vice-présidents sont Zoltán Tarr et Márk Radnai.
Il acquiert une importance nationale en 2024 lors des élections du Parlement européen et du gouvernement municipal de Budapest sous la direction de l'avocat Péter Magyar. Sans organisation nationale, il termine deuxième aux deux élections, devenant ainsi le rival numéro un du Fidesz, au pouvoir depuis quatorze ans.

## Histoire

### Fondation
À Eger en avril 2021, Tisza est fondé par Attila Szabó, Boldizsár Deák et Erzsébet Somodi. Ces derniers ayant été candidats sociaux-démocrates dans le passé, Deák a également été député d'Eger pour le Fidesz dans les années 2000. Ce dernier quitte par ailleurs le parti lorsque Péter Magyar en devient le chef et après des révélations sur son passé.

### Élections de 2024
Péter Magyar, le fondateur du mouvement politique Talpra Magyarok Közöszége, devait adhérer à un parti enregistré pour pouvoir participer aux élections au Parlement européen. Après des négociations avec plusieurs partis, il choisit Tisza et est élu vice-président du parti,.
Du 17 avril au 6 juin, jour des élections européennes de 2024, Magyar effectue une tournée du pays pour rencontrer les habitants des zones rurales. Dans de nombreux endroits, les rapports font état d'une « foule inattendue », comme à Győr où il n'y avait jamais eu d'événement politique d'une telle ampleur auparavant, selon la presse locale.
Sans organisation nationale et en préparation depuis trois mois, Tisza remporte 29,6 % aux élections européennes (1,3 million d'électeurs) et 216 000 voix aux élections budapestoises, terminant dans les deux cas en deuxième place, ce qui est sans précédent en Hongrie. Tisza devient ainsi le rival numéro un du Fidesz, au pouvoir depuis quatorze ans.

### Mise à jour propre
Au Parlement européen, les représentants de Tisza joignent le Groupe du Parti populaire européen (PPE), groupe auquel le Fidesz avait quitté. Les représentants du RMDSZ ne soutiennent pas leur admission et le KDNP quitte le groupe en réaction.
Le 22 juillet 2024, le parti tient une assemblée générale au cours de laquelle Péter Magyar est élu président. Magyar annonce qu'après l'adoption des nouvelles règles d'organisation et de fonctionnement, prévue en novembre, se tiendrait un congrès extraordinaire de renouvellement, au cours duquel les membres de la nouvelle direction du parti seront élus, « en prêtant attention à la représentation égale des femmes dans tous les postes ».

## Programme
Péter Magyar annonce plusieurs mesures phares de son parti politique : 
- Allocations familiales doublées
- Augmentation des pensions des 420 000 personnes âgées bénéficiant des prestations les plus faibles
- Augmentation des salaires des infirmières et des travailleurs sociaux
- Réduction de la TVA sur les légumes, les fruits et les aliments de base sains à 5 %
- Programme détaillé visant à favoriser le retour au pays de plus d'un demi-million de Hongrois vivant à l'étranger
- Faire parvenir au pays les milliards de dollars de l'UE dus à notre pays par Bruxelles.
- Programme de réhabilitation du village
- Rétablissement de la respectabilité de la profession enseignante, de la liberté de choix de l'éducation et des manuels scolaires
- Modification de la Loi fondamentale pour limiter à deux le nombre de mandats qu'un membre du Parlement ou un Premier ministre peut exercer (8 ans)
- Rejoindre le Parquet de l'Union européenne
- Abolition du ministère de la Propagande et création du ministère de la Santé, de l'Éducation et de la Protection de l'environnement
- Rétablissement de l'indépendance des médias publics et interdiction de la propagande
- Soutien aux familles monoparentales et celles élevant des enfants malades
- Soutien aux petites et moyennes entreprises et aux agriculteurs familiaux, et non aux multientreprises et aux entreprises agricoles multimilliardaires
- Transformation de l'exécution
- Ouverture des fichiers d'agent
- Examen des cas des emprunteurs en devises
- Retour de la fiscalité KATA
- Révision des traités internationaux défavorables à la Hongrie
- Mise en œuvre d'une véritable réforme de la protection de l'enfance
- Allocation d'autant de ressources que possible à la santé et à l'éducation

Les autres priorités du parti sont la lutte contre la corruption, la réforme du système d'éducation et de santé et le rétablissement de l'État de droit. comme ses objectifs les plus importants. Après son arrivée au pouvoir, le parti restaurerait l'indépendance des parquets, supprimerait le KLIK et rétablirait le libre choix des manuels scolaires.
Le parti Tisza est attaché aux valeurs européennes et à l'institution de l'Union européenne. Il lierait les salaires des ministres et du Premier ministre à la grille salariale des enseignants. Le salaire du Premier ministre ne peut pas dépasser six fois le salaire minimum d'un enseignant de classe I (538 000 Ft), et celui des ministres quatre fois.

### Adhésion
Selon Magyar, le parti compte 15 membres au printemps 2024[réf. nécessaire].

## Résultats électoraux

### Élections auParlement européen
| Année | Nombre de voix | Part des voix | Nombre de mandats | +/- | Groupe du Parlement européen | Parti européen |
| ----- | -------------- | ------------- | ----------------- | --- | ---------------------------- | -------------- |
| 2024  | 1 352 699      | 29,60         | 7 / 21            | 7   | PPE                          | Indépendant    |

### Élections municipales

#### Assemblée de la capitale
| Année | Nombre de voix | Part des voix | Nombre de mandats | +/- | Statut (majorité/opposition) |
| ----- | -------------- | ------------- | ----------------- | --- | ---------------------------- |
| 2024  | 216 609        | 27,34         | 10 / 33           | 10  | Opposition                   |